# Episodi di Future Card Buddyfight Ace
Future Card Buddyfight Ace è stato trasmesso originalmente in Giappone dal 2 giugno 2018 al 29 marzo 2019 su TV Aichi e TV Tokyo per un totale di 43 episodi.
Sigla di apertura
- Saikō (Sā Ikō)! (Let's Go!) cantata dalle Poppin' Party (ep. 1-43)

Sigle di chiusura
- Buddy☆Funny Days cantata da Takumi Mano, Kobayashi Daiki e Shūta Morishima (ep. 1-22)
- Niji no Yakusoku cantata da Shūta Morishima (ep. 23-43)

## Lista episodi
| Nº       | Giapponese 「Kanji」 - Rōmaji | In onda           | In onda |
| Nº       | Giapponese 「Kanji」 - Rōmaji | Giapponese        |         |
| 1 (226)  | 「闘いの神! ガルガンチュア・ドラゴン!!」 - Tatakai no kami! Garuganchua Doragon!!                                                          | 2 giugno 2018     |         |
| 2 (227)  | 「友情対決！友牙ＶＳランマ！！」 - Yuujou taiketsu！Yuga baasasu Ranma!!                                                                   | 9 giugno 2018     |         |
| 3 (228)  | 「激突！遊びの神ＶＳ勉強の神！！」 - Gekitotsu! Asobi no kami baasasu benkyou no kami!                                                     | 15 giugno 2018    |         |
| 4 (229)  | 「転校生はスポーツの神！」 - Tenkōsei wa supo-tsu no kami!                                                                                 | 22 giugno 2018    |         |
| 5 (230)  | 「ついにスタート！ＡＢＣカップ！！」 - Tsuini sutato! Eibishi Kappu!!                                                                      | 29 giugno 2018    |         |
| 6 (231)  | 「ランマ猛攻！勝つのはオレだぜィ！！」 - Ranma mōkō! Katsu no wa ore da ze xi!!                                                            | 6 luglio 2018     |         |
| 7 (232)  | 「おとぎの国のメル！解き放て、スバル様の呪い！」 - O togi no kuni no meru! Tokihanate, Subaru sama no noroi!                               | 13 luglio 2018    |         |
| 8 (233)  | 「降臨！光の電神アマテラス！！」 - Kōrin! Hikari nodenshin amaterasu!!                                                                     | 20 luglio 2018    |         |
| 9 (234)  | 「守れ平和を！ 銀河超人コスモマン！！」 - Mamore heiwa o! Ginga chōjin Kosumoman!!                                                         | 27 luglio 2018    |         |
| 10 (235) | 「果たせリベンジ！友牙ＶＳスバル！！」 - Hatase ribenji! Yuga basasu Subaru!!                                                              | 3 agosto 2018     |         |
| 11 (236) | 「ＡＢＣカップ決勝！友牙ＶＳマサト！！」 - ABC Kappu kesshou! Yuga basasu Masato!!                                                         | 10 agosto 2018    |         |
| 12 (237) | 「学園最強は誰だ！？勝利を決めるカード！」 - Gakuen saikyouha dareda!? Shouri wo kimeru kaado!                                             | 17 agosto 2018    |         |
| 13 (238) | 「ロストワールド！凶乱魔竜ヴァニティ・骸・デストロイヤー！！－前編－」 - Rosuto waarudo! Kyōran ma Ryū Xanithi Mukuro Desutoroiya!! Zenpen | 24 agosto 2018    |         |
| 14 (239) | 「ロストワールド！ 凶乱魔竜ヴァニティ・骸・デストロイヤー!! －後編－」 - Rosuto waarudo! Kyōran ma Ryū Xanithi Mukuro Desutoroiya!! Kōhen  | 31 agosto 2018    |         |
| 15 (240) | 「強くなれ友牙！新たなるスタート！！」 - Tsuyoku nare tomo Yuga! Aratanaru suta-to!!                                                       | 7 settembre 2018  |         |
| 16 (241) | 「ショップ予選開始！侍ＶＳ忍者！！」 - Shoppu yosen kaishi! Samurai basasu Ninja!!                                                         | 14 settembre 2018 |         |
| 17 (242) | 「チェックメイト！勉強の神ＶＳチェスの天才！！」 - Tyekkumeito! Benkyō no kami basasu tyesu no tensai!!                                    | 21 settembre 2018 |         |
| 18 (243) | 「新たな仲間？悪くないダ★ダーン!?」 - Aratana nakama? Warukunai Da Dan!?                                                                   | 28 settembre 2018 |         |
| 19 (244) | 「乱魔チャンネル開設！？ロストワールド再び！」 - Ranma channeru kaisetsu!? Rosuto warudo futatabi!                                         | 5 ottobre 2018    |         |
| 20 (245) | 「狙いはミコ！奪われたネコ！？」 - Nerai wa Miko! Ubawareta neko!?                                                                         | 12 ottobre 2018   |         |
| 21 (246) | 「友牙とバンジョウ！炎のファイト！！」 - Yuga to Banjō! Honoo no faito!!                                                                   | 19 ottobre 2018   |         |
| 22 (247) | 「マサトかカネサダか！ショップ予選ファイナル！！」 - Masato ka Kanesada ka! Shoppu yosen fainaru!!                                         | 26 ottobre 2018   |         |
| 23 (248) | 「二次予選スタート！乱魔からの挑戦状！！」 - Mahōtsukai Garuga! Majikku warudo no faito!!                                                  | 2 novembre 2018   |         |
| 24 (249) | 「魔法使いガルガ！マジックワールドのファイト!!」 - Mahōtsukai Garuga! Majikku warudo no faito!!                                            | 9 novembre 2018   |         |
| 25 (250) | 「ロスト第三のファイター！最強竜現る!!」 - Rosuto daisan no faita! Saikyō ryūgen ru!!                                                      | 16 novembre 2018  |         |
| 26 (251) | 「新たなるロストの仲間」 - Aratanaru rosuto no nakama                                                                                      | 23 novembre 2018  |         |
| 27 (252) | 「絆竜団誕生秘話！強くなれアギト！！」 - Kizuna ryūdan tanjō hiwa! Tsuyokunare Agito!!                                                     | 30 novembre 2018  |         |
| 28 (253) | 「一撃必勝！ モード・ガトリング！！」 - Ichigeki hisshō! Modo gatoringu!!                                                                  | 7 dicembre 2018   |         |
| 29 (254) | 「ボクだってやるぞ！ バディファイト！！」 - Boku datte yaru zo! Badifaito!!                                                                | 14 dicembre 2018  |         |
| 30 (255) | 「勝つのはどっちだ！？ スバルVSマサト！！」 - Katsu no wa dotchi da!? Subaru VS Masato!!                                                   | 21 dicembre 2018  |         |
| 31 (256) | 「秩序の守護者 花園エデン」 - Chitsujo no shugosha, Hanazono Eden                                                                          | 4 gennaio 2019    |         |
| 32 (257) | 「大進化！凶乱魔神竜ヴァニティ・刻・デストロイヤー!!」 - Dai shinka! Kyōran majin Ryū Vanithi koku Desutoroiya!!                           | 11 gennaio 2019   |         |
| 33 (258) | 「黒渦ライト！ 運命の闘い!!」 - Kurouzu raito! Unmei no tatakai!!                                                                          | 18 gennaio 2019   |         |
| 34 (259) | 「ダ★ダーン反乱！禁断のクーデター！！」 - Da ★ Dān hanran! Kindan no kūdetā!!                                                              | 25 gennaio 2019   |         |
| 35 (260) | 「ガルガ大進化！ 発動！！ 神Ｇ・ＥＶＯ！！！」 - Garuga dai shinka! Hatsudō!! Kami G ebo!!!                                                | 1º febbraio 2019  |         |
| 36 (261) | 「アンハッピー！ 乱魔vs怨巳矢レイ!!」 - Anhappī! Ranma vs Urameshi!!                                                                       | 8 febbraio 2019   |         |
| 37 (262) | 「最終決戦！ マサトVS大志郎!!」 - Saishū kessen! Masato VS Daishirō!!                                                                      | 15 febbraio 2019  |         |
| 38 (263) | 「もどれ友よ！ 願いを込めたキャスト！！」 - Modore tomoyo! Negai o kometa kyasuto!!                                                        | 22 febbraio 2019  |         |
| 39 (264) | 「神ファイターだヨ！ 全員集合!!」 - Kami faitāda yo! Zen'in shūgō!!                                                                        | 1º marzo 2019     |         |
| 40 (265) | 「凶乱魔骸神竜ヴァニティ・終・デストロイヤー！」 - Kyō ran ma mukuro shin Ryū Vuaniti tsui Desutoroiyā!                                    | 8 marzo 2019      |         |
| 41 (266) | 「誰が使う？ 対ロスト兵器！(アンチロスト・ウエポン)」 - Dare ga tsukau? Tai rosuto heiki! (Anchirosuto uepon)                              | 15 marzo 2019     |         |
| 42 (267) | 「決勝戦！友牙 VS 乱魔！！」 - Kesshōsen! Yuga VS Ranma!!                                                                                  | 22 marzo 2019     |         |
| 43 (268) | 「放て！神創乱牙ガルガンチュア・パニッシャー！！」 - Hanate! Kami hajime ran kiba Garuganchua Panisshā!!                                   | 29 marzo 2019     |         |